# Liste von Burgen und Befestigungsanlagen im Untereichsfeld
Die Liste von Burgen und Befestigungsanlagen ist ein Verzeichnis von historischen Burgen, Burgställen, Warten und weiteren Befestigungsanlagen im historischen Untereichsfeld in den Landkreisen Göttingen im südöstlichen Niedersachsen und Eichsfeld im äußersten nordwestlichen Thüringen.

## Hintergründe
Das historische Untereichsfeld oder auch die Goldene Mark ist eine Beckenlandschaft zwischen dem Obereichsfeld im Süden, dem Göttinger Bergland im Westen und dem Harz im Nordosten. Fast die gesamte Beckenlandschaft war schon früh mit einer Landwehr und angrenzenden Wallburgen umgeben. Die südliche Grenze bildete die Besiedlungsgrenze zwischen den thüringischen und sächsischen Volksstämmen, welche mit einer Landwehr geschützt wurde. Noch heute bildet diese Grenze die Sprachgrenze zwischen den niederdeutschen und den mitteldeutschen Dialekten im Eichsfeld. Nordöstlich auf dem Höhenzug des Rotenberges verlief bereits etwas außerhalb des Eichsfeldes eine ausgedehnte frühmittelalterliche Landwehr gegen den Harz zwischen Bilshausen und Pöhlde. Reste der Duderstädter Landwehr sind überwiegend westlich von Duderstadt im Bereich des Grenzwaldes noch an vielen Stellen erhalten.

## Liste der Befestigungsanlagen
Die Liste ist sortiert nach Befestigungsanlagen von Norden nach Süden.
| Ort/Lage                                                                 | Name                                 | Typ                                 | Entstehungszeit                         | Besonderheiten Erhaltungszustand | Bild |
| ------------------------------------------------------------------------ | ------------------------------------ | ----------------------------------- | --------------------------------------- | --- | ---- |
| um Gieboldehausen                                                        | Landwehr bei Gieboldehausen          | Landwehr                            | um 1400                                 | |      |
| um Lindau (Amt)                                                          | Landwehr bei Bilshausen und Bodensee | Landwehr                            | nach 1437                               | |      |
| um Duderstadt                                                            | Duderstädter Landwehr                | Landwehr                            | um 1400                                 | spätmittelalterlich mit mindestens 11 Warten |      |
| Grenze Thüringen/Niedersachsen zwischen Glasehausen und Zwinge           | Innerdeutsche Grenze                 |                                     | 1952–1990                               | Kfz-Sperrgraben, Kolonnenweg, Grenztürme, Grenzübergang Worbis-Duderstadt                                                                        |      |
| Sprachgrenze zwischen Glasehausen, Wintzingerode und Weißenborn-Lüderode |                                      | Landwehr                            |                                         | frühmittelalterlich einzelne Relikte |      |
|                                                                          |                                      |                                     |                                         | |      |
| Lindau                                                                   | Neue Burg Lindau                     | Niederungsburg                      | 1322                                    | Mushaus |      |
| Lindau                                                                   | Wasserburg Lindau                    | Wasserburg                          | 12. Jahrhundert                         | nichts erhalten |      |
| Lindau Langer Berg                                                       | Worteroder Warte                     | Wartturm                            |                                         | benannt nach der Wüstung Worterode Teil der Lindauer Landwehr                                                                                    |      |
| Gieboldehausen Heimkenberg/Fastweg                                       |                                      | Landwehr                            |                                         | Gräben und Wälle Grenze zw. Kurmainz und Grubenhagen                                                                                             |      |
| Gieboldehausen                                                           | Burg Gieboldehausen                  | Niederungsburg                      | 10./11. Jahrhundert (Auf dem Damm)      | nichts erhalten außer nur rundem Anlageplatz Inventarverzeichnis 1485 (mit Mühle, Brauhaus, Bewaffnung, Hausgeräten, Viehbestand) heute Amtshaus |      |
| Gieboldehausen                                                           | Schloss Gieboldehausen               | Schlossartiger Herrensitz           | nach 1520 errichtet (Haus auf dem Wall) | zweistöckiger Vorgängerbau mit quadr. Turm im NW (Niederungsburg (Motte) mit Wassergraben vermutet) Wallanlage noch angedeutet                   |      |
| Gieboldehausen Vogelsburg                                                | Knick Vogelsburg?                    | Dorfbefestigung Fluchtburg?         |                                         | Wallanlage angedeutet ev. Fluchtburg des Herrschaftshofes?                                                                                       |      |
| Höherberg                                                                | Knick                                |                                     |                                         | Teil der Lindauer Landwehr |      |
| Höherberg                                                                | Bodenseer Warte                      | Wartturm                            |                                         | Teil der Lindauer Landwehr Bodenfunde erkennbar                                                                                                  |      |
| Rhumspringe                                                              | Alte Burg                            | Wallburg                            |                                         | Geländereste |      |
| Seeburg                                                                  | Burg Seeburg                         | Niederungsburg?                     |                                         | 1265 zerstört |      |
| Seeburg                                                                  | Seeburger Knick                      | Knick                               |                                         | Teil einer Landwehr |      |
| Bernshausen                                                              | Burg                                 | Fluchtburg                          | ab 7. Jh./10. Jh.                       | in Verbindung mit der Curtis ab 7. Jh. mit Wall und Graben ab 10. Jh. mit massiven Mauerwerk Reste einer Bronzegießerei                          |      |
| Bernshausen                                                              | Curtis Bernshausen                   | Wirtschaftshof oder Villikationshof | ab 9. Jh.                               | befestigte Anlage auf einer Insel im Seeburger See                                                                                               |      |
| Bernshausen                                                              | Burg Bernshausen                     | Motte                               | ab 12. Jh.                              | Burghügel von Wassergraben umgeben mit angrenzenden Landgerichtsplatz und Richtstätte                                                            |      |
| Bernshausen                                                              |                                      | Dorfbefestigung                     | nach 1200                               | Wall und Graben |      |
| Seulingen                                                                | Seulinger Warte                      | Wartturm                            |                                         | Teil der Duderstädter Landwehr |      |
| Breitenberg                                                              | Tettelwarte                          | Wartturm                            |                                         | Teil der Duderstädter Landwehr nichts erhalten                                                                                                   |      |
| Duderstadt                                                               | Sulbergwarte                         | Wartturm                            |                                         | Teil der Duderstädter Landwehr |      |
| Duderstadt                                                               | Stadtbefestigung                     | Stadtmauer mit Türmen, Wall         | 13. Jahrhundert                         | |      |
| Duderstadt                                                               | Euzenbergwarte                       | Wartturm                            |                                         | Teil der Duderstädter Landwehr Wall und Graben                                                                                                   |      |
| Gerblingerode                                                            | Pferdebergswarte                     | Wartturm                            |                                         | Teil der Duderstädter Landwehr Wall und Graben                                                                                                   |      |
| Nesselröden                                                              | Nesselröder Warte                    | Wartturm                            |                                         | Teil der Duderstädter Landwehr |      |
| Duderstadt                                                               | Rote Warte                           | Wartturm                            |                                         | Teil der Duderstädter Landwehr |      |
| Ecklingerode                                                             | Hahnekrähwarte oder Steinbielswarte  | Wartturm                            | nach 1403                               | 1903 noch als Turm erkennbar Teil der Duderstädter Landwehr                                                                                      |      |
| Teistungen                                                               | Burg Teistungenburg                  |                                     |                                         | nichts erhalten |      |
| Wehnde in Richtung Linden-/Thomasberg                                    | Knick                                |                                     |                                         | Teil der Duderstädter Landwehr |      |
| Wehnde                                                                   | Rundelchen                           | Rundburg?                           |                                         | |      |
| Wehnde                                                                   | Wehnder Warte oder Feuerhakenwarte   | Wartturm                            | 1430                                    | Teil der Duderstädter Landwehr |      |
| Nesselröden                                                              | Duderstädter Knick                   | Knick                               |                                         | Teil der Duderstädter Landwehr |      |
| Berlingerode                                                             | Hägerwarte                           | Wartturm                            |                                         | Teil einer Landwehr |      |
| Neuendorf Heiligenstädter Berg                                           |                                      | Langwall                            |                                         | Teil einer frühmittelalterlichen Landwehr |      |
| Berlingerode                                                             | Burg Westernhagen                    | Niederungsburg                      | 12. Jahrhundert                         | |      |
| Hundeshagen                                                              | Burg Osterhagen                      |                                     | um 1300                                 | |      |
| Wintzingerode                                                            | Graf Ernst Burg                      | Langwall                            |                                         | Teil einer frühmittelalterlichen Landwehr |      |
| Hundeshagen                                                              | Haderschere                          |                                     |                                         | Teil einer frühmittelalterlichen Landwehr |      |